# أملج إكماني
أملج إكماني (الاسم العلمي:Phyllanthus ekmanii) هو نوع من النباتات يتبع جنس الأملج من الفصيلة الأملجية.